# Diarmuid Murphy
Diarmuid Murphy est un joueur de football gaélique jouant pour le club de Dingle et pour le Comté de Kerry au poste de gardien de but.
Diarmuid Murphy a commencé à jouer au football dans le village de Ballinasig près de Dingle, où ses parents possédaient une ferme.
Après avoir joué dans les catégories de jeunes pour West Kerry puis pour l’université de Limerick, il joue maintenant pour le club de An Daingean GAA.
Murphy est le gardien de but du Kerry GAA. Il a, à ce titre, participé à la victoire de Kerry contre son grand rival de Mayo GAA en finale du All Ireland en 2004 puis en 2006. Il a aussi gagné deux fois la National League première division.